# 三菱・360
三菱・360は1961年（昭和36年）に新三菱重工業（現・三菱自動車工業）が発売した同社初の4輪商用軽自動車である。
製造は倉敷の水島製作所が担当(『360cc軽自動車のすべて』三栄書房　41頁参照)。1946年以来製造を行ってきた三菱・みずしま系貨物型オート三輪の技術と、1959年（昭和34年）発売以降年産10000台以上を売り上げていた軽オート三輪三菱・レオでの経験・実績を踏まえて開発された軽ボンネットバンであり、1962年（昭和37年）の初代三菱・ミニカ、1966年（昭和41年）の初代三菱・ミニキャブのベースともなった。
また、本稿では以下のモデルについても便宜上記述する。
- ミニカ ピック

## 概要
駆動方式は上位クラスの自動車では一般的なフロントエンジン・リアドライブで、ドアは前開き式を採用。スプリングはフロント横置きリーフ独立、リアが半楕円リーフリジッドという、保守的だが耐久性の高い手法を採用した。金子徳次郎のデザインになるスタイリングも奇をてらったところのない機能優先なもので、前輪駆動やリアエンジンなど、多種多彩な設計・デザインの軽自動車が輩出されていた当時の風潮とは一線を画した、徹底堅実な構造である。
エンジンはME21型2ストローク強制空冷直列2気筒・359ccで、最高出力は17馬力を達成し、フルシンクロメッシュ式4速コラムMTとの組み合わせで、当時の日本の道路事情では十分な性能である最高速度80km/hの動力性能を確保していた。
バックドアは、スタンダードが横開き、後に追加されたデラックスが上下開きとなっており、後部座席を倒して2名乗車とする事でゴルフバッグを2個積める広いスペースが確保できた。当時のボンネット型軽自動車の中では広い荷室を備えることがセールスポイントであった。三菱・360ライトバンのこうしたパッケージングはその後の軽ボンネットバンの雛型ともなった。
三菱・360は商業的に成功し、そのまま車体後部を乗用車型に設計変更した4座軽乗用車「ミニカ」へと発展する。その成功は、翌年の新三菱水島製作所のオート三輪事業の打ち切り、4輪事業への全力傾注という、三菱の経営方針に大きな転換を引き起こす契機ともなった。

## 歴史
1960年
第7回東京モーターショーにプロトタイプ出展。
1961年4月
パネルバン(LT20)/ライトバン (LT21)発売。
1961年10月
トラック (LT22)の追加。
1962年4月
ライトバンにデラックス (LT21D)を追加。デラックスにはサイドモール、ホワイトウォールタイヤ、デラックスシート、ホイールキャップ、レースカーテン等が装備されている。従来モデルは「スタンダードバン」として継続。
1962年
車台を流用した初代三菱・ミニカを発売。
1964年頃
三菱・ミニカと共にマイナーチェンジ。エンジンがME24型となる。リードバルブ管制方式および分離給油方式（スーパーオートミックス）の採用によりエンジンの出力が18馬力へとアップ。
1966年
車台を流用しフルキャブに改装された初代三菱・ミニキャブを発売。
1967年頃
マイナーチェンジ。改良が加えられ21馬力に出力が向上したME24Dエンジンを搭載し、最高速度が90km/hに向上。ライトバンはLT23/LT23D、ピックアップはLT25に型式変更された。
1969年7月
ミニカがフルモデルチェンジされライトバンが追加。これにより販売終了。同時にピックアップはミニカピックに改称。
1972年9月
同社の軽自動車用空冷2サイクルエンジンの生産終了に併せる形でピックアップ（ミニカピック）が生産終了。以後は流通在庫のみの販売となる。
1973年3月
最後までラインアップに残されていたピックアップ（ミニカピック）がミニキャブトラックに統合される形で販売終了。これにより三菱・360は名実共に発売開始から11年の歴史に幕を下ろすこととなった。